# Lettres d'amour d'un inconnu
Pour plus de détails, voir Fiche technique et Distribution.
Lettres d'amour d'un inconnu (שבלולים בגשם, Shablulim BaGeshem) est un film israélien réalisé par Yariv Mozer, sorti en 2013.

## Synopsis
Été 1989, Boaz reçoit des lettres d'amour d'un homme qui le font se questionner sur son identité sexuelle et interfèrent avec sa vie de couple avec sa petite amie.

## Fiche technique
- Titre : Lettres d'amour d'un inconnu
- Titre original : שבלולים בגשם (Shablulim BaGeshem)
- Titre anglais : Snails in the Rain
- Réalisation : Yariv Mozer
- Scénario : Yossi Avni Levy et Yariv Mozer
- Musique : Yonatan Gershon et Wouter van Bemmel
- Photographie : Shahar Reznik
- Montage : Amit Ginton et Yael Perlov
- Production : Hila Aviram, Adi Cohen, Yan Fisher-Romanovsky et Jordi Rediu
- Société de production : FishCorb Films, Mozer Films, Regal Entertainment, Reshet Broadcasting, Second Television & Radio Authority et TuMaCAT Fims
- Pays :  Israël
- Genre : Drame et romance
- Durée : 82 minutes
- Dates de sortie : 
  -  Israël : 20 juin 2013

## Distribution
- Yoav Reuveni : Boaz
- Yehuda Nahari Halevi : Nir
- Yariv Mozer : le professeur Richlin
- Moran Rosenblatt : Noa
- Hava Ortman : Ruth
- Adi Douiev : Michal
- Guy Lubelchik : Yoni

## Distinctions
Le film a été présenté dans plusieurs festivals :
- Festival international du film de Chicago 2013 : sélection officielle
- Festival Merlinka 2013 : prix du jury
- TLVFest 2013 : prix spéciaux pour l'acteur Yoav Reuveni et l'actrice Moran Rosenblatt
- Festival des films du monde de Montréal : sélection officielle en compétition
- Festival international du film de Guadalajara 2014 : sélection officielle en compétition